# Barranc de Sotllo
El barranc de Sotllo és un curs fluvial, afluent de la Noguera de Vallferrera ubicat en el municipi d'Alins, a la comarca del Pallars Sobirà. La seva conca hidrogràfica està envoltada per alguns dels pics més alts del Pirineu català, com son la Pica d'Estats, el pic de Sotllo o la Punta Gabarró. El règim fluvial és nivopluvial, amb un cabal màxim al maig-juny, conseqüència del desgel i les precipitacions de primavera. Neix a una altitud de 2.500 metres en la zona lacustre dels estanys de la coma de Sotllo, al sud-oest del pic de Sotllo. Les seves aigües conflueixen amb les provinents de l’estany d'Estats, formant l'estany de Sotllo, situat a 2.343 metres d'altitud. Més avall, en els Plans de Sotllo, el riu crea una mollera, habitat protegit de torberes altes actives, per continuar més endavant en un salt d'aigua abans de desaiguar a la dreta de la  Noguera de Vallferrera a una altitud de 1.730 metres.
A partir de la cascada de Sotllo, a una altitud d’uns 2.000 metres, s’inicia un recorregut de descens del barranc, que finalitza en la cota 1.745, prop de la seva confluència a la Noguera de Vallferrera.
Tot el curs fluvial es troba dintre del Parc Natural de l'Alt Pirineu.